# 2018년 1월
| 2018년: 1월 · 2월 · 3월 · 4월 · 5월 · 6월 · 7월 · 8월 · 9월 · 10월 · 11월 · 12월 |

| \| 2018년 1월 1일 (월요일) \| \| 편집 \| |  |      |
| 국제 관계 - 네덜란드와 벨기에간에 체결된 뫼즈강 유역에 대한 영토 교환 조약이 발효되었다. 해당 조약은 지난 2016년 11월 28일 체결되었다. 경제·비즈니스 - 사우디아라비아와 아랍에미리트에 부가가치세(VAT)가 도입되었다. 사회 - 2018년 무술년(戊戌年) 새해가 밝았다. 무술은 간지(干支)의 35 번째에 해당하며, 술(戌)은 개를 의미한다. - 미국 캘리포니아주에서 기호용 대마초 판매가 합법화되었다. 의료용은 50개 주 가운데 29개 주가 합법화하였으나, 기호용 대마초는 콜로라도주, 오리건주, 워싱턴주, 알래스카주, 네바다주만이 허용하고 있었으며, 캘리포니아 주가 여섯 번째이다. 스포츠 - PDC 세계 다트 챔피언십(PDC World Darts Championship)에서 롭 크로스(Rob Cross)가 필 테일러(Phil Taylor)를 꺾고 우승하였다. 크로스의 챔피언십 데뷔와 함께 우승을 차지하였다. 한편 테일러는 마지막 챔피언십 경기였다. 연예 - 일본 스타 아오이 소라가 SNS를 통해 결혼을 발표하였다. 사고 - 인도네시아 보르네오섬 북부에서 보트가 전복되는 사고가 발생해 최소 8명이 숨졌다. - 뉴질랜드 노스랜드 지방에서 경량 비행기가 충돌하는 사고가 발생해 2명이 사망하였다. |  |      |
| 2018년 1월 1일 (월요일) |  | 편집 |

| 2018년 1월 1일 (월요일) |  | 편집 |

| \| 2018년 1월 2일 (화요일) \| \| 편집 \| |  |      |
| 국제 관계 - 조선민주주의인민공화국의 최고지도자인 김정은의 핵단추 발언에 대하여 미국의 도널드 트럼프 대통령이 트위터를 이용해 자신의 집무실에는 좀 더 크고 강력한 핵단추가 있다고 밝혔다. 정치 - 미국의 상원 의원인 오린 해치(7선)가 오는 11월의 중간 선거 불출마를 선언하고, 2019년 1월 은퇴한다고 밝혔다. 해치는 공화당 의원 중 가장 오랫동안 재직 중인 현역의원으로 1976년 당선 이후 42년간 재직 중인 인물이다. 사고 - 2018년 파사마요 버스 사고: 페루에서 버스 추락 사고로 최소 48명이 숨졌다. 문화 - 미국 배우 패리스 힐튼이 연하배우 크리스 질카와 약혼하였다는 사실이 밝혀졌다. |  |      |
| 2018년 1월 2일 (화요일) |  | 편집 |

| 2018년 1월 2일 (화요일) |  | 편집 |

| \| 2018년 1월 3일 (수요일) \| \| 편집 \| |  |      |
| 정치 - 대한민국의 정당 자유한국당 소속의 최경환, 이우현 의원이 각각 구속되었다. 최 의원은 국가정보원 특수활동비 수수혐의, 이 의원은 불법 정치 자금 수수혐의를 받고 있다. 과학·기술 - 컴퓨터 보안: 보안 연구자들이 보안 취약점인 스펙터와 멜트다운에 대하여 밝혀냈다. 인텔 칩셋의 거의 대부분이 해당하는 것으로 알려졌다. 무력 충돌·공격 - 나이지리아의 한 모스크에서 폭탄 테러가 발생, 최소 11 명이 숨졌다. 문화 - 대한민국에서 영화 《쥬만지: 새로운 세계》가 개봉하였다. 사회 - 대한민국 국가보훈처는 2015년 5월 27일 선임병에 의한 폭행으로 사망한 윤승주 일병이 재의결을 통해 국가유공자에 등록되었으며, 유족에게 증서를 전달했다고 밝혔다. 앞서 윤 일병은 2015년 5월 재해사망군경으로 인정된 바가 있으며, 보훈심사위원회는 윤 일병이 의무병으로 상시 대기상태로 직무 수행을 한 점에서 국가유공자에 해당한다고 2017년 12월 13일 재의결하였다. 사고 - 대한민국 양구군 방산면에서 군용 미니버스가 추락하는 사고가 발생하였다. 이 사고로 22 명이 중경상을 입었다. - 대한민국 서울특별시 마포구 서교동 사거리의 한 예식장 공사장에서 화재가 발생했다. 재해 - 폭풍 엘레노어(Eleanor)로 인하여 스위스에서 몽트뢰-오버란트 베르너 철도(Montreux Oberland Bernois Railway, MOB)의 열차가 탈선하는 사고가 발생하였다. 폭풍은 독일 및 네덜란드에도 영향을 미쳤다. |  |      |
| 2018년 1월 3일 (수요일) |  | 편집 |

| 2018년 1월 3일 (수요일) |  | 편집 |

| \| 2018년 1월 4일 (목요일) \| \| 편집 \| |  |      |
| 사고 - 2018년 크룬스타트 열차 충돌 사고: 남아프리카 공화국 크룬스타트(Kroonstad)의 한 건널목에서 열차와 트럭이 충돌하는 사고가 발생하였다. 이 사고로 최소 12명이 숨지고, 260명 이상이 부상을 입었다. 재해 - 미국 동부 지역에 겨울 폭풍이 몰아쳤다. 나이아가라 폭포가 얼어 붙었으며, 곳곳에 폭설이 내리고, 동파 사고가 잇달았다. 뉴욕주와 뉴저지주 일부에서는 비상 사태를 선포되었다. 미국 기상청(NWS)은 이후 기온도 급격히 떨어질 것이라고 예보하였다. |  |      |
| 2018년 1월 4일 (목요일) |  | 편집 |

| 2018년 1월 4일 (목요일) |  | 편집 |

| \| 2018년 1월 5일 (금요일) \| \| 편집 \|                                                                                                  |  |      |
| 사고 - 2018년 룩소르 열기구 추락 사고: 이집트 룩소르에서 열기구가 추락하는 사고가 발생하였다. 이 사고로 최소 1명이 숨지고, 12명이 다쳤다. |  |      |
| 2018년 1월 5일 (금요일) |  | 편집 |

| 2018년 1월 5일 (금요일) |  | 편집 |

| \| 2018년 1월 6일 (토요일) \| \| 편집 \| |  |      |
| 사고 - 상치 충돌 사고: 동중국해의 공해(公海) 상에서 파나마 선적의 유조선 '산치'(SANCHI)호와 홍콩 선적 벌크선 'CF크리스탈'(CF-Crystal)호가 충돌하는 사고가 발생하였다. 벌크선의 선원 21 명은 사고 직후 모두 구조되었으나, 유조선 선원 32 명은 모두 실종되었다. |  |      |
| 2018년 1월 6일 (토요일) |  | 편집 |

| 2018년 1월 6일 (토요일) |  | 편집 |

| \| 2018년 1월 7일 (일요일) \| \| 편집 \| |  |      |
| 정치 - 이집트의 총리를 지냈던 아흐메드 샤피크가 올해 예정된 이집트 대통령 선거에 출마하지 않겠다고 밝혔다. 문화 - 대한민국 울주 대곡리 반구대 암각화(국보 제285호)의 그림 개수가 당초 알려진 300점보다 많은 353점으로 확인되었다. 울산대학교 반구대암각화유적보존연구소는 5년간의 조사 결과 이 같은 사실을 확인하였으며, 최소 다섯 차례에 걸쳐 암각화가 그려졌다고 덧붙였다. 사고 - 대한민국 경기도 양주시 남면의 한 디스플레이 공장에서 화재가 발생하였다. 공장 건물 1개동이 화재로 불탔다. |  |      |
| 2018년 1월 7일 (일요일) |  | 편집 |

| 2018년 1월 7일 (일요일) |  | 편집 |

| \| 2018년 1월 8일 (월요일) \| \| 편집 \| |  |      |
| 국제 관계 - 에마뉘엘 마크롱 프랑스 대통령이 시안(西安) 방문을 시작으로 방중 일정을 시작하였다. 마크롱 대통령은 9일 시진핑 주석과 정상 회담을 갖는다. |  |      |
| 2018년 1월 8일 (월요일) |  | 편집 |

| 2018년 1월 8일 (월요일) |  | 편집 |

| \| 2018년 1월 9일 (화요일) \| \| 편집 \| |  |      |
| 국제 관계 - 대한민국과 조선민주주의인민공화국간의 고위급 회담이 25개월만에 재개되었다. 대한민국의 조명균 통일부 장관, 조선민주주의인민공화국의 리선권 조국평화통일위원회 위원장 등이 참석하였다. 양측은 2018년 동계 올림픽, 남북 이산가족 상봉 등에 대하여 논의하였고 (1) 북측은 평창올림픽에 고위급 대표단 등을 파견 (2) 군사긴장완화를 위한 군사당국자 회담 개최 (3)남과 북이 한반도 문제의 당사자로 대화와 협상을 통해 해결 등으로 구성된 공동보도문 3개항을 합의하였다. 사고 - 대한민국 인천광역시 인천대공원 인근의 승마장에서 말 한 마리가 탈출하였다. 도로 위 차량들이 이 말을 피하느라 교통 체증이 발생하였다. 40여분 가량 약 2km의 도로를 제멋대로 누빈 말은 출동한 경찰에 붙잡혔다. |  |      |
| 2018년 1월 9일 (화요일) |  | 편집 |

| 2018년 1월 9일 (화요일) |  | 편집 |

| \| 2018년 1월 10일 (수요일) \| \| 편집 \|                                                      |  |      |
| 재해 - 2018년 스완 제도 지진: 온두라스 스완 제도 인근에서 모멘트 규모 7.6의 지진이 발생하였다. |  |      |
| 2018년 1월 10일 (수요일)                                                                       |  | 편집 |

| 2018년 1월 10일 (수요일) |  | 편집 |

| \| 2018년 1월 11일 (목요일) \| \| 편집 \| |  |      |
| 정치·선거 - 위키리크스의 설립자인 줄리언 어산지가 한달여 전에 에콰도르 국적을 취득한 것으로 알려졌다. 경제·비즈니스 - 월마트가 미국 직원들의 임금을 시간당 11달러($)로 인상한다고 밝혔다. 사회 - 제천 스포츠센터 화재: 소방합동조사단은 초동대응과 부실지휘에 관련하여 1명을 직위해제하고, 3명을 중징계 요청하였다. 재해 - 대한민국의 제주공항이 폭설로 하루동안 세 차례에 걸쳐 폐쇄되었다. 이에 따른 항공기의 결항과 운항 지연으로 이용객 약 4,300 명의 발이 묶였다. 제주 지역은 대설 특보가 내려진 한편 으며, 눈을 치우기 위한 공항 당국의 제설· 안전 점검 작업이 반복되었다. |  |      |
| 2018년 1월 11일 (목요일) |  | 편집 |

| 2018년 1월 11일 (목요일) |  | 편집 |

| \| 2018년 1월 12일 (금요일) \| \| 편집 \|                                                                                                |  |      |
| 경제·비즈니스 - 대한민국의 도자기 회사인 행남자기가 감자(減資)를 결정하고, 이를 공시(公示)하였다. 90%(10주→1주)를 무상감자하기로 하였다. |  |      |
| 2018년 1월 12일 (금요일) |  | 편집 |

| 2018년 1월 12일 (금요일) |  | 편집 |

| \| 2018년 1월 13일 (토요일) \| \| 편집 \| |  |      |
| 사고 - 미국 하와이주에 미사일 공습 경보가 잘못 발령되면서 주민들과 관광객들이 혼란에 빠지는 사고가 발생하였다. 발령된 경보는 38분 뒤에 취소되었으며, 주 비상관리국(Hawaii Emergency Management Agency) 직원의 실수가 빚은 사고로 알려졌다. |  |      |
| 2018년 1월 13일 (토요일) |  | 편집 |

| 2018년 1월 13일 (토요일) |  | 편집 |

| \| 2018년 1월 14일 (일요일) \| \| 편집 \| |  |      |
| 사회 - 대한민국 청와대의 조국 민정수석이 권력기관(경찰·검찰·국정원) 개혁방안’을 발표했다. 주요 내용은 국가정보원의 대공수사권 폐지, 검찰 수사권의 제한, 그리고 경찰의 분리(행정경찰·수사경찰) 및 자치경찰제 도입이다. 사고 - 태국 유명 관광지인 피피섬 인근에서 관광객을 태운 쾌속정이 폭발해 중국인 관광객 등 16명 부상을 당했다. 재해 - 2018년 페루 지진: 페루 수도 리마에서 남동쪽 438km 지점에서 모멘트 규모 7.1의 지진이 발생하였다. |  |      |
| 2018년 1월 14일 (일요일) |  | 편집 |

| 2018년 1월 14일 (일요일) |  | 편집 |

| \| 2018년 1월 15일 (월요일) \| \| 편집 \| |  |      |
| 사회 - 대한민국 서울특별시에 서울형 미세먼지 비상저감조치가 발령되었다. 공공기관은 자동차 2부제를 시행하고, 출·퇴근 시간대의 버스와 지하철은 무료로 운행하였다. 부고 - 크랜베리스 전 리드싱어 돌로레스 오리오던이 향년 46세로 사망하였다. |  |      |
| 2018년 1월 15일 (월요일) |  | 편집 |

| 2018년 1월 15일 (월요일) |  | 편집 |

| \| 2018년 1월 16일 (화요일) \| \| 편집 \|                                                                                                   |  |      |
| 정치 - 대한민국의 정치: 박인숙 의원이 바른정당에서 탈당하였다. 사회 - 서울특별시를 비롯한 대한민국 곳곳에서 초미세먼지 주의보가 발령되었다. |  |      |
| 2018년 1월 16일 (화요일) |  | 편집 |

| 2018년 1월 16일 (화요일) |  | 편집 |

| \| 2018년 1월 17일 (수요일) \| \| 편집 \| |  |      |
| 국제 관계 - 남북 관계: 대한민국과 조선민주주의인민공화국이 한반도기를 들고, 2018년 동계 올림픽에 공동 입장하기로 합의하였다. 무력 충돌·공격 - 나이지리아 카두나 주(州)에서 2명의 미국인과 2명의 캐나다인이 정체가 밝혀지지 않은 무장괴한에 납치되었다. 이들을 경호하던 2명의 경찰관이 납치범과의 총격전 중 사망하였다. 문화·예술 - 프랑스 에마뉘엘 마크롱 대통령이 바이외 태피스트리를 영국에 대여하기로 결정하였다. 바이외 태피스트리는 세계문화유산으로 지정된 문화유산 중 하나이다. 구체적인 임대 시기는 결정되지 않았다. |  |      |
| 2018년 1월 17일 (수요일) |  | 편집 |

| 2018년 1월 17일 (수요일) |  | 편집 |

| \| 2018년 1월 18일 (목요일) \| \| 편집 \| |  |      |
| 경제와 비즈니스 - 대한민국의 한국은행은 금융통화위원회 정례회의를 갖고, 기준 금리를 연 1.50%로 유지한다고 밝혔다. 한국은행 기준금리는 지난 2017년 11월 30일 인상된 수준이며, 이후 1.50% 수준을 유지 중이다. 법과 범죄 - 대한민국 울산광역시의 한 새마을금고에서 강도 사건이 발생해 1억 1천만원 가량의 현금이 탈취당했다. 용의자는 약 6시간 반 만에 경상남도 거제시에서 검거되었으며, 경찰은 현금 전액을 회수하였다고 밝혔다. |  |      |
| 2018년 1월 18일 (목요일) |  | 편집 |

| 2018년 1월 18일 (목요일) |  | 편집 |

| \| 2018년 1월 19일 (금요일) \| \| 편집 \| |  |      |
| 사건 - 조선민주주의인민공화국이 2018년 동계 올림픽 개막 하루 전날인 다음 달 8일 대규모 군사퍼레이드인 열병식을 개최하는 정황이 당국에 포착되었다. - 카자흐스탄에서 국제노선 버스 화재가 발생해 승객 52명이 한꺼번에 숨지는 참사가 벌어졌다. |  |      |
| 2018년 1월 19일 (금요일) |  | 편집 |

| 2018년 1월 19일 (금요일) |  | 편집 |

| \| 2018년 1월 20일 (토요일) \| \| 편집 \| |  |      |
| 사회 - 미국 연방정부가 예산안 통과가 지연되면서 셧다운(shutdown, 정부 폐쇄) 상태가 되었다. 마지막 셧다운은 지난 2013년 10월이었다. 사고 - 종로 여관 방화 사건: 대한민국 서울특별시 종로의 한 여관에서 방화에 의한 화재가 발생하였다. 이로 인하여 5명이 숨지고, 4명이 부상을 입고 한 시간여 만에 진화되었다. |  |      |
| 2018년 1월 20일 (토요일) |  | 편집 |

| 2018년 1월 20일 (토요일) |  | 편집 |

| \| 2018년 1월 21일 (일요일) \| \| 편집 \|                                                                                               |  |      |
| 스포츠 - 평창 동계올림픽에 파견할 예술단이 공연할 공연장 점검할 목적으로 조선민주주의인민공화국의 현송월 등이 서울과 강릉을 방문하였다. |  |      |
| 2018년 1월 21일 (일요일) |  | 편집 |

| 2018년 1월 21일 (일요일) |  | 편집 |

| \| 2018년 1월 22일 (월요일) \| \| 편집 \| |  |      |
| 사회 - 미국 연방 정부 셧다운과 관련하여 임시 예산안이 상원에서 찬성 81 표, 반대 18표로 가결, 통과되었다. 하원 통과 및 도널드 트럼프 대통령의 서명이 이루어지면, 업무 정지는 풀리게 된다. 임시 예산안의 시한은 2월 8일까지이다. 스포츠 - 대한민국의 테니스 선수인 정현이 대한민국 선수로서는 처음으로 메이저대회 8강에 진출하였다. 정현은 16강전에서 노바크 조코비치를 꺾고, 오스트레일리아 오픈(호주 오픈) 8강에 진출하였다. 재해 - 필리핀 중부의 마욘 화산의 화산 활동이 일주일째 이어지고 있다. 화산은 대규모 분화가 임박한 것으로 예측되고 있으며, 위험 단계는 4단계까지 격상되었다. 이와 관련하여 인근 주민 약 3만 명이 대피하였다. |  |      |
| 2018년 1월 22일 (월요일) |  | 편집 |

| 2018년 1월 22일 (월요일) |  | 편집 |

| \| 2018년 1월 23일 (화요일) \| \| 편집 \| |  |      |
| 스포츠 - 2018년 AFC U-23 챔피언십: 대회 4강전 경기에서 베트남과 우즈베키스탄이 각각 카타르와 대한민국을 꺾고 결승에 진출하였다. 결승전은 오는 1월 27일 창저우 올림픽 스포츠 센터 스타디움에서 열린다. 사고 - 대한민국 경기도 의정부시 제일시장에서 화재가 발생하였다. 화재로 인하여 일부 점포가 불탔으나 인명 피해는 발생하지 않았다. 재해 - 2018년 알래스카만 지진: 미국 알래스카만에서 모멘트 규모 7.9의 지진이 발생하였다. 알류샨 열도 와 미국 서해안 일대에는 지진 해일 경보가 발령되었으며, 일부 지역에서 지진 해일이 발생하였다. - 2018년 마욘산 분화: 필리핀 루손섬에 있는 마욘산이 분화하였다. |  |      |
| 2018년 1월 23일 (화요일) |  | 편집 |

| 2018년 1월 23일 (화요일) |  | 편집 |

| \| 2018년 1월 24일 (수요일) \| \| 편집 \| |  |      |
| 과학·기술 - 중중과 화화: 중화인민공화국 과학자들이 처음으로 영장류의 복제에 성공했다고 밝혔다. 사고 - 영하 10도를 밑도는 강추위로 인하여 대한민국 수도권 전철 1호선의 운행 중단 사태가 잇달았다. - 조선민주주의인민공화국이 2018년 2월 9일 대규모 열병식을 준비하는 정황이 민간위성에 포착되었다. 사회 - 전 세계 아이들의 인기를 끌었던 영유아 프로그램 '텔레토비'에서 보라돌이 역을 맡았던 영국 배우 사이먼 쉘튼 반즈가 사망했다. 재해 - 일본 아오모리현 하치노헤 시 북동쪽에서 19시 51분에 규모 6.2의 지진이 발생했다. |  |      |
| 2018년 1월 24일 (수요일) |  | 편집 |

| 2018년 1월 24일 (수요일) |  | 편집 |

| \| 2018년 1월 25일 (목요일) \| \| 편집 \| |  |      |
| 사고 - 이탈리아 밀라노에서 열차 탈선사고가 발생하여 2명이 사망하고 110명이 부상당했다 - 경상북도 포항시 남구 포항제철소 파이넥스 공장에 산소를 공급하는 외주업체 근로자 이모(47)씨 등 4명이 산소공장 냉각탑에서 충전재를 교체하는 과정에서 질소가스에 질식해 사망했다. 정치 - 박원순 서울시장이 3선 도전을 사실상 공식화 했다. 사건 - 미국에서 150명이 넘는 체조선수들을 성폭행·성추행한 팀닥터에 최고 175년형을 선고하였다. |  |      |
| 2018년 1월 25일 (목요일) |  | 편집 |

| 2018년 1월 25일 (목요일) |  | 편집 |

| \| 2018년 1월 26일 (금요일) \| \| 편집 \| |  |      |
| 사고 - 밀양 세종병원 화재 사고: 대한민국 경상남도 밀양시의 한 병원에서 화재가 발생하였다. 정치·선거 - 도널드 트럼프 미국 대통령이 우주 비행사 출신의 제임스 F. 라일리(James F. Reilly)를 미국 지질조사국(USGS) 국장에 임명하였다. |  |      |
| 2018년 1월 26일 (금요일) |  | 편집 |

| 2018년 1월 26일 (금요일) |  | 편집 |

| \| 2018년 1월 27일 (토요일) \| \| 편집 \| |  |      |
| 무력 충돌·공격 - 2018년 카불 구급차 폭탄 테러: 아프가니스탄의 수도 카불에서 구급차를 이용한 폭탄 테러가 발생하였다. 이로 인하여 최소 103명이 숨지고, 235명이 부상을 입었다. 스포츠 - 미국은 2018년 동계 올림픽 사상 최대 규모의 선수단을 파견한다고 밝혔다. - 카롤리네 보즈니아키가 오스트레일리아 오픈 테니스 대회 여자 단식에서 우승하였다. - 2018년 AFC U-23 챔피언십에서 우즈베키스탄이 우승하였다. 결승 경기에서 우즈베키스탄은 베트남을 연장전 끝에 2-1로 꺾고 첫 우승을 기록하였다. 사건 - 일본에서 5600억원규모의 가상화폐가 해킹당한 사건이 일어났다. |  |      |
| 2018년 1월 27일 (토요일) |  | 편집 |

| 2018년 1월 27일 (토요일) |  | 편집 |

| \| 2018년 1월 28일 (일요일) \| \| 편집 \| |  |      |
| 국제 관계 - 일본-중국 관계: 베이징에서 중화인민공화국의 왕이 외교부장과 일본의 고노 다로 외무상이 회담을 갖고, 양국 관계 개선 등의 현안을 논의하였다. 문화·예술 - 제60회 그래미상 시상식이 미국 뉴욕의 매디슨 스퀘어 가든에서 열렸다. 스포츠 - 로저 페더러가 2018년 오스트레일리아 오픈 테니스 대회 남자 단식에서 우승하였다. 페러더는 대회 6 번째 우승과 동시에, 남자 선수로는 처음으로 메이저 통산 20회 우승을 기록하였다. 20회 이상의 메이저 우승을 기록한 여자 선수로는 마거릿 코트(24회), 세리나 윌리엄스(23회), 슈테피 그라프(22회) 등 세 명이 있다. 재해 - 이란의 수도 테헤란에 약 40cm의 폭설(暴雪)이 내렸다. 폭설의 영향으로 이맘 호메이니 공항과, 메라바드 공항의 이·착륙이 중단되었으며, 각급 학교는 휴교하였다. |  |      |
| 2018년 1월 28일 (일요일) |  | 편집 |

| 2018년 1월 28일 (일요일) |  | 편집 |

| \| 2018년 1월 29일 (월요일) \| \| 편집 \| |  |      |
| 정치 - 루마니아에서 비오리카 던칠러(Viorica Dăncilă)가 의회 승인을 거쳐 총리에 취임했다. 루마니아의 첫 여성 총리이다. 한편 루마니아는 지난 13개월간 세 번의 총리 교체가 있었다. 소린 그린데아누, 미하이 투도세가 각각 불신임으로 사임하였으며, 이번에 던칠러가 취임하였다. 사회 - 경남 통영지청 소속인 서지현 검사가 검찰 내부통신망에 ‘나는 소망합니다’라는 제목의 글을 통해 “2010년 10월30일 한 장례식장에서 법무부 장관을 수행하고 온 당시 법무부 간부 ㄱ검사로부터 강제추행을 당했다”고 밝혔다. |  |      |
| 2018년 1월 29일 (월요일) |  | 편집 |

| 2018년 1월 29일 (월요일) |  | 편집 |

| \| 2018년 1월 30일 (화요일) \| \| 편집 \|                                    |  |      |
| 사회 - 검찰은 여중생 살해·추행한 용의자 이영학에 대해 사형(死刑)을 구형했다. |  |      |
| 2018년 1월 30일 (화요일)                                                     |  | 편집 |

| 2018년 1월 30일 (화요일) |  | 편집 |

| \| 2018년 1월 31일 (수요일) \| \| 편집 \| |  |      |
| 경제 - 미국 연방준비제도(Fed, 연준)가 기준금리(1.25∼1.50%)를 동결하였다. 연준은 연방공개시장위원회(FOMC) 회의를 갖고, 기준금리 유지를 결정했다고 밝혔다. 현 기준금리는 2017년 12월 13일 인상된 금리이다. 한편, 이번 회의는 퇴임을 앞둔 재닛 옐런 의장이 주재한 마지막 시장위원회 회의로, 차기(3월) 회의부터는 제롬 파월(연준 의장 내정자)이 주재하게된다. 과학·기술 - 2018년 1월 31일 월식: 2018년의 첫 개기월식이 진행되었다. 미국 항공우주국(NASA)에서는 월식의 진행과정을 웹사이트를 통하여 생중계하였다. |  |      |
| 2018년 1월 31일 (수요일) |  | 편집 |

| 2018년 1월 31일 (수요일) |  | 편집 |

| <          | 2018년 1월   | 2018년 1월 | 2018년 1월   | 2018년 1월 | 2018년 1월 | >          |
| 일         | 월           | 화         | 수           | 목         | 금         | 토         |
|            | 1 11.15 계사 | 2 16 갑오  | 3 17 을미    | 4 18 병신  | 5 19 정유  | 6 20 무술  |
| 7 21 기해  | 8 22 경자    | 9 23 신축  | 10 24 임인   | 11 25 계묘 | 12 26 갑진 | 13 27 을사 |
| 14 28 병오 | 15 29 정미   | 16 30 무신 | 17 12.1 기유 | 18 2 경술  | 19 3 신해  | 20 4 임자  |
| 21 5 계축  | 22 6 갑인    | 23 7 을묘  | 24 8 병진    | 25 9 정사  | 26 10 무오 | 27 11 기미 |
| 28 12 경신 | 29 13 신유   | 30 14 임술 | 31 15 계해   |            |            |            |

| - 2017년 - 12월 - 2018년 - 1월 - 2월 편집하기 |